# Artèria axil·lar
En l'anatomia humana, l'artèria axil·lar és una gran artèria que transporta sang oxigenada del costat lateral del tòrax, l'axil·la (aixella) i l'extremitat superior. El seu origen es troba al marge lateral de la primera costella, abans de la qual s'anomena artèria subclàvia.
Després de passar el marge inferior del múscul rodó major es converteix en l'artèria braquial.

## Estructura
Sovint es coneix que l'artèria axil·lar té tres parts, amb aquestes divisions basades en la seva ubicació en relació al múscul pectoral menor, que és superficial a l'artèria.
- Primera part: la part de l'artèria superior al pectoral menor
- Segona part: la part de l'artèria posterior al pectoral menor
- Tercera part: la part de l'artèria inferior al pectoral menor.

### Relacions
L'artèria axil·lar està acompanyada per la vena axil·lar, que es troba a la part medial de l'artèria, al llarg de la seva longitud.
A l'axil·la, l'artèria axil·lar està envoltada pel plexe braquial. La segona part de l'artèria axil·lar és la referència per a les descripcions de la ubicació dels cordons en el plexe braquial. Per exemple, el fascicle posterior del plexe braquial s'anomena així perquè es troba posterior a la segona part de l'artèria.